# Président de la Cour suprême de Chypre
 (décembre 2024).

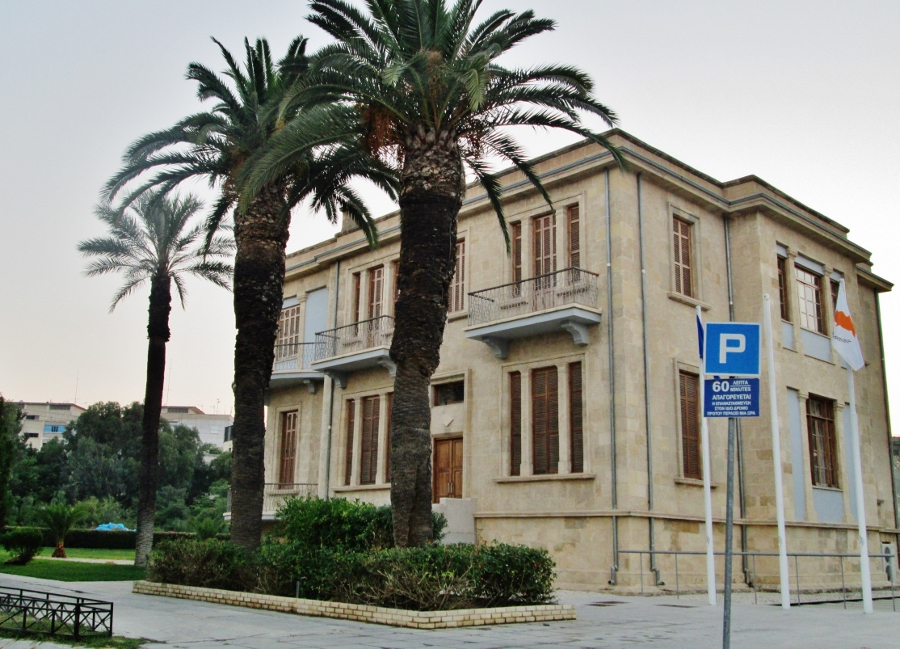
Bâtiment de la Cour suprême, Nicosie

Le président de la Cour suprême de Chypre est le chef de la Cour suprême de Chypre jusqu'en 1961.
L'administration de Chypre est prise en charge par le gouvernement britannique, à la suite de la Guerre russo-turque, en vertu de la Convention du 4 juin 1878. Charles Alfred Cookson est nommé cette année-là en tant que président de la Cour suprême et procureur général. À la suite du déclenchement des hostilités entre les deux pays en 1914, l'île est annexée par la Couronne britannique. Le pays devient indépendant le 16 août 1960.
La Cour suprême de Chypre est établie en 1883.
Jusqu'en 1960, il existe un droit d'appel de la Cour suprême de Chypre au Comité judiciaire du Conseil privé, qui est supprimé en vertu de l'article 5 des Accords de Zurich et de Londres.

## Liste des présidents de la Cour suprême de Chypre
| Titulaire                    | Portrait | Mandat            | Mandat          | Notes                                                                        |
| Titulaire                    | Portrait | Prise de fonction | Fin de fonction | Notes                                                                        |
| ---------------------------- | -------- | ----------------- | --------------- | ---------------------------------------------------------------------------- |
| Sir Elliot Charles Bovill    |          | 1883              | 1890            | Plus tard président de la Cour suprême des Établissements des détroits, 1892 |
| Sir William James Smith      |          | 1892              | 1897            | Plus tard président de la Cour suprême de la Guyane britannique, 1897        |
| Sir Joseph Turner Hutchinson |          | 1898              | 1906            | Plus tard président de la Cour suprême de Ceylan, 1906                       |
| Sir Charles Robert Tyser     |          | 1906              | 1919            |                                                                              |
| Sir Stanley Fisher           |          | 1920              | 1924            | Plus tard président de la Cour suprême de Trinité-et-Tobago, 1924            |
| Sir Sidney Charles Nettleton |          | 1924              | 1927            | Plus tard président de la Cour suprême de Gibraltar, 1927                    |
| Sir Charles Frederic Belcher |          | 1927              | 1930            | Plus tard président de la Cour suprême de Trinité-et-Tobago, 1930            |
| Sir Herbert Cecil Stronge    |          | 1931              | 1938            |                                                                              |
| Sir Bernard Arthur Crean     |          | 1938              | 1943            |                                                                              |
| Sir Edward St. John Jackson  |          | 1943              | 1952            |                                                                              |
| Sir Eric Hallinan            |          | 1952              | 1957            |                                                                              |
| Sir Paget John Bourke        |          | 1957              | 1961            | Plus tard président de la Cour d'appel des Bahamas, 1970                     |